# Buchenmulm-Zwergstutzkäfer
Der Buchenmulm-Zwergstutzkäfer (Aeletes atomarius) ist ein Käfer aus der Familie der Stutzkäfer (Histeridae). Die Art wurde erstmals 1842 von dem französischen Arzt und Entomologen Charles Nicolas Aubé als Abraeus atomarius beschrieben.

## Merkmale
Die länglich-ovalen Käfer erreichen eine Körperlänge von etwa einem Millimeter. Sie besitzen einen stark glänzenden, braun gefärbten Körper. Fühler und Beine sind rot gefärbt. Der Halsschild weist vor der Basis im Gegensatz zu der verwandten Art Aeletes hopffgarteni keine querverlaufende Punktlinie auf. Die Oberseite ist fast glatt. Die sehr feine Punktur bei 20-facher Vergrößerung ist nicht oder kaum erkennbar.

## Verbreitung
Die Käferart ist in Mitteleuropa weit verbreitet, jedoch sehr selten. Die meisten Funde liegen offenbar in Frankreich. Nach Norden hin reicht das Vorkommen bis nach England und Wales sowie nach Dänemark und Südschweden. Im Süden gibt es Funda in Südfrankreich und Norditalien.

### Funde in Deutschland
Der Buchenmulm-Zwergstutzkäfer ist in Deutschland sehr selten und gilt als eine der am stärksten gefährdeten Käferarten (Rote Liste Kategorie 1). Sein Vorkommen beschränkt sich auf wenige, naturnahe Wälder mit altem Baumbestand und reichlich stehendem Totholz. Ein Nachweis erfolgte im hessischen Naturschutzgebiet Kühkopf-Knoblochsaue. Im Rahmen eines Forschungsprojektes wurde die Art zudem im bayerischen Großschutzgebiet Naturwald Knetzberge-Böhlgrund im Steigerwald nachgewiesen. Dieses Naturwaldgebiet ist Teil des FFH-Gebietes Buchenwälder und Wiesentäler des Nordsteigerwalds. Ein weiterer Fund liegt im niedersächsischen Naturschutzgebiet Hallerbruch.

## Lebensweise
Der Buchenmulm-Zwergstutzkäfer bewohnt vorrangig Laubwälder in Höhenlagen zwischen etwa 200 und 500 Metern. Die Art ist ein typischer Waldbewohner, der sich auf Holzdetritus spezialisiert hat und in diesem Lebensraum sowohl Schutz als auch Nahrung findet. Aeletes atomarius bewohnt bevorzugt Mulm in hohlen Laubbäumen, insbesondere Buchen, aber auch Eichen und Pappeln. Dort halten sich die Käfer in feuchtem, mürbem Kernholz auf, häufig in den Fraßgängen holzbewohnender Insekten wie dem Balkenschröter oder dem Kopfhornschröter. Auch Nester der Braunen Wegameise  schaffen durch die Ansammlungen von Nagemehl und das Vorhandensein anderer Insekten günstige Bedingungen. Als eine weitere Ameisenart, zu welcher Aeletes atomarius einen Bezug hat, wird die Rote Waldameise (Formica rufa) genannt.
Weil der Buchenmulm-Zwergstutzkäfer auf dauerhaft strukturreiche Wälder mit einem stabilen Angebot an Totholz angewiesen ist, gilt er als Urwaldreliktart und dient als Indikator für naturnahe, über lange Zeit unbeeinträchtigte Waldlebensräume.
Als zoophage, räuberisch lebende Käferart innerhalb der Totholzfauna ernährt sich Aeletes atomarius von kleineren Insekten und deren Entwicklungsstadien, die im zersetzten Holz oder in den Gängen anderer xylobionter Arten vorkommen. Diese besondere Anpassung ordnet den Käfer den sogenannten xylobionten Sonderbiologien zu – also Tierarten, die eng mit holzabbauenden Prozessen verbunden sind. In weiten Teilen seines potentiellen Verbreitungsgebiets fehlt die Art vollständig; nur in lokal begrenzten, geeigneten Habitaten kann sie in höheren Zahlen auftreten.